# 前680年代
| 千纪： | 前1千纪 |
| 世纪： | 前8世纪 \| 前7世纪 \| 前6世纪                                                                              |
| 年代： | 前710年代 \| 前700年代 \| 前690年代 \| 前680年代 \| 前670年代 \| 前660年代 \| 前650年代                    |
| 年份： | 前689年 \| 前688年 \| 前687年 \| 前686年 \| 前685年 \| 前684年 \| 前683年 \| 前682年 \| 前681年 \| 前680年 |

前680年代從前689年1月1日開始，於前680年12月31日結束。

## 大事记
- 前689年，郳國君主犁來赴魯朝覲。齊、宋、陳、蔡、魯五國聯軍攻衛，送流亡君主衛惠公返國。
- 前688年，衛惠公返國復位，原國君黔牟奔周。楚文王攻申國，還軍途中，又攻鄧國。
- 前687年，魯國大水。
- 前686年，齊國魯國聯合攻郕國，郕國降於齊。公子慶父怒，欲攻齊軍，魯莊公制止了他。齊國大夫鮑叔牙奉公子小白奔莒國，管仲奉公子糾奔魯國。齊大夫連稱、管至父殺國君齊襄公，立公孫無知。
- 前685年，齊大夫雍廩殺國君無知，大夫高傒召小白自莒返國。魯發兵送公子糾返國，小白嗣位，是為齊桓公。魯送公子糾至齊，被殺。齊桓公任管仲為相。
- 前684年春，齊桓公攻魯，敗於長勺。夏，蔡哀侯與息國君主息侯，均娶陳國公主。息侯妻息媯歸寧，經過蔡國，蔡哀侯見以家人禮，不以國賓禮，息侯怒，請楚文王攻息國， 蔡國必來救，即可滅蔡。秋，楚攻息，蔡來救，即擄蔡哀侯。冬，齊灭譚國。
- 前682年，宋大夫南宮長萬殺國君宋閔公，立公子游，諸公子借曹國軍隊反擊，殺子游，立宋閔公弟禦說，是為宋桓公。南宮長萬奔陳國，宋引渡歸，斬為肉醬。周莊王卒，子周僖王嗣位。
- 前682年，齊桓公與宋、陳、蔡、邾，於北杏會盟，以安定宋國內亂。遂國拒不參加，齊灭遂國。齊、魯二國於柯邑會盟，魯大將曹沫劫齊桓公，齊還曹沫三戰所失土地。杞靖公卒，子杞共公嗣位。
- 前680年，蔡哀侯恨為息侯所賣，向楚文王讚息媯之美，楚文王遂訪息國，於盛宴中抓住息侯，擄息媯返楚，息國亡。楚文王為取悅息媯，返軍攻蔡。